# Rémi Saudadier
Rémi "Bobby" Saudadier (Dijon, 1986. március 20. –) francia válogatott vízilabdázó, a Spandau 04 centere.

## Nemzetközi eredményei
- B csoportos Európa-bajnok (Manchester, 2007)
- B csoportos Európa-bajnok (Lugano, 2009)
- Mediterrán játékok 5. hely (Mersin, 2013)
- Európa-bajnoki 10 hely (Budapest, 2014)
- Európa-bajnoki 9. hely (Belgrád, 2016)
- Olimpiai 11. hely (Rio de Janeiro, 2016)